# Jérémie Renier
Jérémie Renier (Bruselas, 6 de enero de 1981) es un actor belga de cine y televisión.

## Biografía
Desde pequeño se interesó por el mundo del espectáculo. De niño estudió en la Escuela de Circo y se presentó, entre otros, al casting de Toto, el héroe de Jaco Van Dormael, donde quedó finalista aunque no resultó elegido. A los diez años consiguió un papel en la película belga Les sept péchés capitaux. Un año más tarde protagonizó La mélodie des héros, coproducción entre Bélgica y Suiza destinada a la televisión, e interpretó a Pinocho en el teatro real de Mons.
A los 15 años obtuvo el papel protagonista en la película de los hermanos Dardenne La promesa, lo que hizo que críticos y productores se fijaran en él. Posteriormente volvería a trabajar con estos directores en L'Enfant, largometraje galardonado con la Palma de Oro en el Festival de Cannes de 2005 y en El silencio de Lorna. Su interpretación de Bruno, un joven que vende a su hijo recién nacido en L'Enfant, le valió una nominación a mejor actor en los Premios del Cine Europeo y el galardón al mejor actor belga en los Premios Joseph Plateau. Otras películas en las que ha participado son Amantes criminales de François Ozon, El pacto de los lobos de Cristophe Gang o Las horas del verano de Olivier Assayas.
En 2012 se estrenó Cloclo, película biográfica en la que Jérémie interpretó a la leyenda de la música francesa Claude François.
Ese mismo año fue invitado para grabar la cinta argentina Elefante blanco protagonizada por Ricardo Darín.
En 2019 protagoniza un capítulo de la serie de Netflix Criminal (Francia).

## Filmografía

### Largometrajes
| Año  | Título original                         | Título en español                                            | Personaje           |
| ---- | --------------------------------------- | ------------------------------------------------------------ | ------------------- |
| 1992 | Les sept péchés capitaux                |                                                              |                     |
| 1996 | La promesse                             | La promesa                                                   | Igor                |
| 1999 | Les amants criminels                    | Amantes criminales                                           | Luc                 |
| 2000 | Saint-Cyr                               | Saint-Cyr                                                    | François de Réans   |
| 2000 | Faites comme si je n'étais pas là       |                                                              | Eric                |
| 2001 | Le pacte des loups                      | El pacto de los lobos                                        | Thomas d'Apcher     |
| 2001 | Le pornographe                          | Le pornographe                                               | Joseph              |
| 2002 | La guerre à Paris                       |                                                              | Jules               |
| 2003 | En territoire indien                    |                                                              | Cédric              |
| 2003 | Violence des échanges en milieu tempéré | Violence des échanges en milieu tempéré                      | Philippe Seigner    |
| 2004 | San-Antonio                             | San Antonio                                                  | hijo de San Antonio |
| 2004 | Le Pont des Arts                        | Le Pont des Arts                                             | Cédric              |
| 2004 | Cavalcade                               |                                                              | Jules               |
| 2005 | L'Enfant                                | El niño (L'enfant) / El niño                                 | Bruno               |
| 2006 | Dikkenek                                |                                                              | Greg                |
| 2006 | Nue propriété                           | Propiedad privada                                            | Thierry             |
| 2006 | Fair Play                               |                                                              | Alexandre           |
| 2006 | Président                               |                                                              | Mathieu             |
| 2007 | Atonement                               | Expiación, más allá de la pasión / Expiación, deseo y pecado | Luc Cornet          |
| 2008 | In Bruges                               | Escondidos en Brujas / Unas vacaciones diferentes            | Eirik               |
| 2008 | Coupable                                |                                                              | Lucien              |
| 2008 | L'heure d'été                           | Las horas del verano                                         | Jérémie             |
| 2008 | Le silence de Lorna                     | El silencio de Lorna                                         | Claudy Moreau       |
| 2009 | The Vintner's Luck                      | The Vintner's Luck                                           | Sobran Jodeau       |
| 2009 | Demain dès l'aube                       |                                                              | Paul                |
| 2009 | Pièce montée                            | El pastel de boda                                            | Vincent             |
| 2009 | Potiche                                 | Potiche                                                      | Fils Pujol          |
| 2012 | Elefante blanco                         |                                                              | padre Nicolás       |
| 2014 | Saint Laurent                           |                                                              | Pierre Bergé        |
| 2017 | L'amant double                          | El amante doble                                              | Paul et Louis       |

### Cortometrajes
| Año  | Título original | Título en español | Personaje    |
| ---- | --------------- | ----------------- | ------------ |
| 2000 | Le fétichiste   |                   | Julien Leduc |
| 2004 | Toi, vieux      |                   | Jérémie      |
| 2010 | Trois chats     |                   | Lui          |